# Phyto-SERM
Phyto-SERM est un terme employé pour établir une analogie entre des Phytoestrogènes et les modulateurs sélectifs des récepteurs aux œstrogènes (SERM).

## Mécanisme d’action
Les modulateurs sélectifs des récepteurs aux œstrogènes (SERM) agissent sur les récepteurs œstrogéniques de manière sélective, soit comme agonistes, soit comme antagonistes, ce qui leur permet de stimuler ou d’inhiber la réponse œstrogéno-mimétique de manière sélective en fonction des tissus cibles. Au niveau moléculaire, cette discrimination est rendue possible par les différences existant, en fonction des tissus, entre les corégulateurs transcriptionnels qui interagissent avec les récepteurs œstrogéniques. De plus, de nombreux phytoestrogènes  semblent se lier de manière sélective au récepteur œstrogénique alpha (REα) comparé à son paralogue le récepteur œstrogénique beta (REβ),. Ces deux formes de récepteur œstrogénique se répartissent de manière quelque peu différente dans les tissus et régulent des palettes de gènes partiellement identiques,.